# Gare de La Haye-Fouassière
Gare de La Haye-Fouassière – przystanek kolejowy w La Haie-Fouassière, w departamencie Loara Atlantycka, w regionie Kraj Loary, we Francji.
Jest przystankiem kolejowym Société nationale des chemins de fer français (SNCF), obsługiwanym przez pociągi TER Pays de la Loire kursujące pomiędzy Nantes, La Roche-sur-Yon i Les Sables-d’Olonne, a od 15 czerwca 2011 przez tramwaj dwusystemowy.